# 松内村
松内村（まつうちむら）は、かつて岐阜県安八郡に存在した村である。
現在の安八郡輪之内町の南西部に該当する。村名は、「海松」と「柿内」から一文字ずつとった合成地名である。
村の一部は木曽三川分流工事の揖斐川の河道の変更のため、揖斐川の川底となっている。そのため、村域は揖斐川で分断されている。

## 歴史
- 1875年（明治8年）1月 - 海松村と柿内村が合併し成立。
- 1889年（明治22年）7月1日 - 町村制により、松内村発足。
- 1897年（明治30年）4月1日 - 下大榑村、下大榑新田、福束新田、中郷新田、藻池新田、海松新田、大吉新田と合併し、仁木村が発足。同日松内村廃止。